# 16de uitreiking van de Premios Goya
De 16de uitreiking van de Premios Goya vond plaats in Madrid op 2 februari 2002. De ceremonie werd uitgezonden op TVE en werd gepresenteerd door Rosa Maria Sardà.

## Winnaars en genomineerden
| Beste film | Beste regisseur |
| --- | --- |
| - The Others - Sin noticias de Dios - Juana la Loca - Lucía y el sexo | - Alejandro Amenábar — The Others - Vicente Aranda — Juana la Loca - Agustín Díaz Yanes — Sin noticias de Dios - Julio Medem — Lucía y el sexo |
| Beste acteur | Beste actrice |
| - Eduard Fernández — Fausto 5.0 - Sergi López i Ayats — Sólo mía - Eusebio Poncela — Intacto - Tristán Ulloa — Lucía y el sexo | - Pilar López de Ayala — Juana la Loca - Nicole Kidman — The Others - Victoria Abril — Sin noticias de Dios - Paz Vega — Sólo mía |
| Beste mannelijke bijrol | Beste vrouwelijke bijrol |
| - Emilio Gutiérrez Caba — El cielo abierto - Antonio Dechent — Intacto - Eduard Fernández — Son de mar - Gael García Bernal — Sin noticias de Dios | - Rosa Maria Sardà — Sin vergüenza - Elena Anaya — Lucía y el sexo - Najwa Nimri — Lucía y el sexo - Rosana Pastor — Juana la Loca |
| Beste debuterend acteur | Beste debuterend actrice |
| - Leonardo Sbaraglia — Intacto - Biel Durán — Mas pena que gloria - James Bentley — The Others - Rubén Ochandiano — Silencio roto | - Paz Vega — Lucía y el sexo - Malena Alterio — El palo - María Isasi — Salvajes - Alakina Mann — The Others |
| Beste origineel scenario | Beste bewerkt scenario |
| - The Others — Alejandro Amenábar - Sin noticias de Dios — Agustín Díaz Yanes - Lucía y el sexo — Julio Medem - Sin vergüenza — Dominic Harari, Joaquín Oristrell, Teresa Pelegri, Cristina Rota | - Salvajes — Jorge Juan Martínez, Carlos Molinero, Clara Pérez, Lola Salvador - Anita no perd el tren — Lluís-Anton Baulenas, Ventura Pons - L'illa de l'holandès — Dominic Harari, Sigfrid Monleón, Teresa Pelegri, Ferran Torrent - Son de mar — Rafael Azcona |
| Beste Spaanstalige buitenlandse film | Beste Europese film |
| - La fuga — Argentinië - Taxi para tres — Chili - Miel para Oshún — Cuba - Perfume de violetas — Mexico | - Amélie — Jean-Pierre Jeunet - Billy Elliot — Stephen Daldry - Bridget Jones's Diary — Sharon Maguire - Chocolat — Lasse Hallström |
| Beste debuterend regisseur | Beste animatiefilm |
| - Juan Carlos Fresnadillo — Intacto - Javier Balaguer — Sólo mía - Víctor García León — Mas pena que gloria - Carlos Molinero — Salvajes | - El bosque animado - La leyenda del unicornio - Manuelita - Un perro llamado dolor |
| Beste camerawerk | Beste montage |
| - The Others — Javier Aguirresarobe - Intacto — Xavi Giménez - Juana la Loca — Paco Femenia - Lucía y el sexo — Kiko de la Rica | - The Others — Nacho Ruiz Capillas - Sin noticias de Dios — José Salcedo - Juana la Loca — Teresa Font - Lucía y el sexo — Iván Aledo |
| Beste artdirector | Beste productiemanager |
| - The Others — Benjamín Fernández - Sin noticias de Dios — Javier Fernández - Intacto — César Macarrón - Juana la Loca — Josep Rosell | - The Others — Miguel Ángel González, Emiliano Otegui - Juana la Loca — Carlos Bernases - Sin noticias de Dios — Angélica Huete - Intacto — José Luis Jiménez |
| Beste geluid | Beste speciale effecten |
| - The Others — Tim Cavagin, Daniel Goldstein, Alfonso Raposo, Ricardo Steinberg - Sin noticias de Dios — José Antonio Bermúdez, Diego Garrido, Pelayo Gutiérrez, Antonio Rodríguez, Nacho Royo - Juana la Loca — David Calleja, Daniel Fontrodona, James Muñoz - Lucía y el sexo — Polo González Aledo, Agustín Peinado, Alfonso Pino, Santiago Thévenet | - Buñuel y la mesa del rey Salomón — Reyes Abades, José María Aragonés, Carlos Martínez, Ana Núñez, Antonio Ojeda - The Others — Félix Bergés, Derek Langley, Pedro Moreno, Rafael Solórzano - Intacto — Félix Bergés, Pau Costa, Carlos Martínez, Ana Núñez, Antonio Ojeda, Raúl Romanillos - El espinazo del diablo — Reyes Abades, Carmen Aguirre, David Martí, Alfonso Nieto, Montse Ribé, Emilio Ruiz |
| Beste kostuums | Beste grime en haarstijl |
| - Juana la Loca — Javier Artiñano - El espinazo del diablo — José Vico - Off Key — Alberto Luna - The Others — Sonia Grande | - Juana la Loca — Mercedes Guillot, Miguel Sesé - Sin noticias de Dios — Ana Lozano, Antonio Panizza - Buñuel y la mesa del rey Salomón — Ruth García, Concha Martí - The Others — Ana López Puigcerver, Belén López Puigcerver |
| Beste filmmuziek | Beste origineel nummer |
| - Lucía y el sexo — Alberto Iglesias - The Others — Alejandro Amenábar - Sin noticias de Dios — Bernardo Bonezzi - Juana la Loca — José Nieto | - El bosque animado — Luz Casal ("Tu Bosque animado") - El cielo abierto — Olga Román ("Again") - Sólo mía — Clara Montes ("Sólo mía") - Torrente 2: Misión en Marbella — Joaquín Sabina ("Semos diferentes") |
| Beste korte film | Beste korte animatiefilm |
| - Desaliñada — Gustavo Salmerón - Bamboleho — Luis Prieto - La mirada oblicua — Jesús Monllaó - La primera vez — Borja Cobeaga - Versión original — Antonia San Juan | - Pollo — Manuel Sirgo - El aparecido — Diego Agudo - La colección — Dídac Bono - W.C. — Daniel Martínez Lara |
| Beste documentaire | Beste korte documentaire |
| - En construcción — José Luis Guerín - Extranjeros de sí mismos — José Luis López-Linares, Javier Rioyo - Asesinato en febrero — Eterio Ortega - Los niños de Rusia — Jaime Camino | Werd dit jaar niet uitgereikt. |
| Ere-Goya | |
| Juan Antonio Bardem | |

## Prijzen per film
| Film                             | Nominaties | Prijzen |
| -------------------------------- | ---------- | ------- |
| The Others                       | 15         | 8       |
| Juana la Loca                    | 12         | 3       |
| Lucía y el sexo                  | 11         | 2       |
| Sin noticias de Dios             | 11         | 0       |
| Intacto                          | 8          | 2       |
| Sólo mía                         | 4          | 0       |
| Salvajes                         | 3          | 1       |
| El bosque animado                | 2          | 1       |
| El cielo abierto                 | 2          | 1       |
| Sin vergüenza                    | 2          | 1       |
| Buñuel y la mesa del rey Salomón | 2          | 1       |
| Mas pena que gloria              | 2          | 0       |
| Son de mar                       | 2          | 0       |
| Fausto 5.0                       | 1          | 1       |